# Gröntagging
Gröntagging (Kavinia alboviridis) är en svampart som först beskrevs av Andrew Price Morgan, och fick sitt nu gällande namn av Gilb. & Budington 1970. Enligt Catalogue of Life ingår Gröntagging i släktet Kavinia,  och familjen Lentariaceae, men enligt Dyntaxa är tillhörigheten istället släktet Kavinia,  och familjen Ramariaceae. Arten är reproducerande i Sverige. Inga underarter finns listade i Catalogue of Life.